# Рас Адиба Радзи
Рас Адиба бинти Мохд Радзи (род. 1968, PJ, Селангор) — малазийский политик, общественный активист и ветеран новостей, а также поэтесса, режиссёр и продюсер. Она работала на ТВ3 и НТВ7 в качестве журналистки, телеведущей и спортивного комментатора. Она также одна из паралимпийских стрелков Малайзии. Рас Адиба занимала пост сенатора с мая 2020 года по май 2023 года и представляла интересы людей с ограниченными возможностями. Она получила Международную женскую премию за отвагу 2023 года, которую ей и другим номинантам вручили Джилл Байден и Энтони Дж. Блинкен. 9 июля 2023 года она официально стала членом Объединённой партии сынов земли Малайзии, входящей в состав коалиции Perikatan Nasional.

## Награды
- Кавалер Ордена Территориальной Короны (PMW) — Датук (2021 г.)[7][8]
- Международная женская премия за отвагу за проявление исключительного мужества, силы и лидерства. Награда организована Госдепартаментом США[5].